# Liste der Baudenkmäler in Gessertshausen
Auf dieser Seite sind die Baudenkmäler in der schwäbischen Gemeinde Gessertshausen zusammengestellt. Diese Tabelle ist eine Teilliste der Liste der Baudenkmäler in Bayern. Grundlage ist die Bayerische Denkmalliste, die auf Basis des Bayerischen Denkmalschutzgesetzes vom 1. Oktober 1973 erstmals erstellt wurde und seither durch das Bayerische Landesamt für Denkmalpflege geführt wird. Die folgenden Angaben ersetzen nicht die rechtsverbindliche Auskunft der Denkmalschutzbehörde.

## Baudenkmäler nach Ortsteilen

### Gessertshausen
| Lage                         | Objekt                                | Beschreibung                           | Akten-Nr.             | Bild                                  |
| ---------------------------- | ------------------------------------- | -------------------------------------- | --------------------- | ------------------------------------- |
| Am Kapellenberg 2 (Standort) | Katholische Filialkirche St. Leonhard | barocker Neubau 1728; mit Ausstattung. | D-7-72-148-1 Wikidata | Katholische Filialkirche St. Leonhard |

### Deubach
| Lage                               | Objekt                              | Beschreibung | Akten-Nr.             | Bild                                |
| ---------------------------------- | ----------------------------------- | --- | --------------------- | ----------------------------------- |
| Sankt-Gallus-Straße 36 (Standort)  | Katholische Filialkirche St. Gallus | Langhaus Tuffquaderbau, 12./13. Jahrhundert, Chor Ende 15. Jahrhundert, Turm Anfang 17. Jahrhundert; mit Ausstattung.               | D-7-72-148-3 Wikidata | Katholische Filialkirche St. Gallus |
| Willishausener Straße 3 (Standort) | Ehemalige Schule                    | zweigeschossiger, verputzter Massivbau mit Satteldach, Giebelgesimsen, Zwerchhäusern, teils mit Sichtfachwerk und Marienfigur, 1905 | D-7-72-148-25         | Ehemalige Schule                    |

### Dietkirch
| Lage                    | Objekt                                          | Beschreibung | Akten-Nr.              | Bild                 |
| ----------------------- | ----------------------------------------------- | --- | ---------------------- | -------------------- |
| Kirchplatz 1 (Standort) | Pfarrhaus                                       | Satteldachbau, um Mitte 18. Jahrhundert von den Brüdern Dossenberger errichtet.                                                                                                  | D-7-72-148-4 Wikidata  | Pfarrhaus            |
| Kirchplatz 2 (Standort) | Katholische Pfarrkirche St. Johannes der Täufer | ehemalige Chorturmkirche; Turmunterbau 12. Jahrhundert; Oberbau 1618 von David Hebel, angeschlossen barocker Neubau des Vorarlberger Typs, 1723 von Franz Beer; mit Ausstattung. | D-7-72-148-5 Wikidata  | weitere Bilder       |
| Kirchplatz 4 (Standort) | Ehemaliges Schulhaus                            | jetzt Pfarrzentrum, zweigeschossiger, T-förmiger Satteldachbau mit Standerker und Giebelgesimsen, 1908–1910 errichtet.                                                           | D-7-72-148-24 Wikidata | Ehemaliges Schulhaus |

### Döpshofen
| Lage                                     | Objekt                             | Beschreibung                                                                                | Akten-Nr.             | Bild                               |
| ---------------------------------------- | ---------------------------------- | ------------------------------------------------------------------------------------------- | --------------------- | ---------------------------------- |
| Klosterstraße 2 (Standort)               | Katholische Pfarrkirche St. Martin | Chor und Turmunterbau spätgotisch, Turmoberteil um 1600, Langhaus 1701/02; mit Ausstattung. | D-7-72-148-6 Wikidata | weitere Bilder                     |
| Wessobrunner Straße 7 (Standort)         | Bauernhaus                         | ehemaliges Pfarrhaus, mit Satteldach, erbaut 1696.                                          | D-7-72-148-7 Wikidata | Bauernhaus                         |
| Mittelfeld (ostwärts im Wald) (Standort) | Katholische Waldkapelle St. Loreto | sogenannte Scheppacher Kapelle, Kernbau 1601, 1741 Langhaus-Anbau; mit Ausstattung          | D-7-72-148-8 Wikidata | Katholische Waldkapelle St. Loreto |

### Engelshof
| Lage                      | Objekt                 | Beschreibung | Akten-Nr.             | Bild           |
| ------------------------- | ---------------------- | --- | --------------------- | -------------- |
| Engelshof 1, 2 (Standort) | Ehemaliges Schlösschen | vierseitig umbauter Innenhof, auf der Westseite der ehemalige Klosterhof, im Kern 17./18. Jahrhundert, Ostflügel mit Resten des Schlösschens (Erdgeschoss), angeblich 1732 erbaut. | D-7-72-148-9 Wikidata | weitere Bilder |

### Margertshausen
| Lage                                                | Objekt                              | Beschreibung | Akten-Nr.              | Bild           |
| --------------------------------------------------- | ----------------------------------- | --- | ---------------------- | -------------- |
| Hl.-Kreuz-Straße 7 (Standort)                       | Ehemaliges Benefiziatenhaus         | zweigeschossiger Massivbau mit Walm- bzw. Halbwalmdach, 1776.                                                                                              | D-7-72-148-10 Wikidata | weitere Bilder |
| Sankt-Georg-Straße 1 (Standort)                     | Katholische Kuratiekirche St. Georg | Saalbau mit eingezogenem Chor und südlichem Turm mit Zwiebelhaube, Turmuntergeschosse spätgotisch, barocker Neubau von Jörg Paulus, 1723; mit Ausstattung. | D-7-72-148-11 Wikidata | weitere Bilder |
| Gehrenfeld (an der Straße nach Fischach) (Standort) | Feldkapelle                         | 2. Hälfte 18. Jahrhundert; mit Ausstattung. | D-7-72-148-12 Wikidata | Feldkapelle    |

### Oberschönenfeld
| Lage                                                   | Objekt                   | Beschreibung | Akten-Nr.              | Bild                     |
| ------------------------------------------------------ | ------------------------ | --- | ---------------------- | ------------------------ |
| Oberschönenfeld 1, 2, 3, 4, 4 a (Standort)             | Zisterzienserinnen-Abtei | begründet wohl 1211 als Beginenkloster; Zisterzienserinnen-Abteikirche Mariä Himmelfahrt, Bau der Vorarlberger Schule, 1721/22 von Franz Beer; mit Ausstattung (A); Klostergebäude, geschlossene Vierflügelanlage um einen Innenhof, ein Teil der Abteikirche in den Nordflügel einbezogen, Neubau 1718–22 von Franz Beer; mit Ausstattung (B); Ehemaliges Bräuhaus, jetzt Altersheim, winkelförmiger Bau mit Walmdach, 1758 von Johann Adam Dossenberger (C); Torhaus und Klostergasthaus, Satteldachbau mit Durchfahrt, 1735 wohl von Joseph Dossenberger erbaut (D); Stadel, langgestreckter Massivbau mit Satteldach und zwei Quertennen, um 1720/30; in der nördlichen Ecke der Klosterummauerung (E); Stadel, langgestreckter Massivbau mit Satteldach, bezeichnet 1743; parallel zur Nordostgrenze des Klosterbezirks (F); Remise, Massivbau, 2. Viertel 18. Jahrhundert (G); Stallgebäude, langgestreckter Massivbau mit drei Giebelgesimsen, um 1720/30; parallel zur Remise (H); Stadel, Massivbau mit Satteldach, mit drei Giebelgesimsen, 2. Viertel 18. Jahrhundert, an der östlichen Klosterummauerung (I); Stall mit Wohnteil, Massivbau mit Satteldach, mit drei Giebelgesimsen und Nischenfigur hl. Joseph, 2. Viertel 18. Jahrhundert (K); Ehem. Pfisterei, jetzt Verwalterhaus, mit hohem Satteldach, 1691 (L); Stall, kleine Anlage mit Walmdach und Wappentafel bezeichnet 1743; südlich des Klosters (M); Gartenhaus, Walmdachbau mit Mittelrisalit, Wappentafel bezeichnet 1749 (N); Bildstock, hoher Aufbau mit gesprengtem Dreiecksgiebel, um 1720/30; mit Ausstattung; gegenüber dem Eingangstor; Umfassungsmauer des Klosterbezirks, zum Teil mit Strebepfeilern, um 1720/30. | D-7-72-148-13 Wikidata | weitere Bilder           |
| Oberschönenfeld 5 (Standort)                           | Staudenhaus              | Mitterstallbau mit Fachwerkobergeschoss und strohgedecktem Frackdach (Staudentyp), 18. Jahrhundert; 1976 aus Döpshofen hierher transferiert und als Bauernhausmuseum eingerichtet. | D-7-72-148-23 Wikidata | Staudenhaus              |
| Obere Förste (südlich des Klosters im Wald) (Standort) | Waldkapelle St. Hubertus | Rechteckbau mit eingezogenem Chor, Dachreiter und abgewalmtem Satteldach, 1917; mit Ausstattung | D-7-72-148-14 Wikidata | Waldkapelle St. Hubertus |

### Weiherhof
| Lage                   | Objekt  | Beschreibung                                                                                     | Akten-Nr.              | Bild           |
| ---------------------- | ------- | ------------------------------------------------------------------------------------------------ | ---------------------- | -------------- |
| Weiherhof 2 (Standort) | Kapelle | pilastergegliederter Rechteckbau mit dreiseitigem Schluss und Dachreiter mit Zwiebelhaube, 1738. | D-7-72-148-16 Wikidata | weitere Bilder |

### Wollishausen
| Lage                                                     | Objekt                                      | Beschreibung | Akten-Nr.              | Bild                                        |
| -------------------------------------------------------- | ------------------------------------------- | --- | ---------------------- | ------------------------------------------- |
| Dietkircher Straße (bei Nr. 14) (Standort)               | Bildstock                                   | Stichbogennische mit Satteldach über quadratischem Sockel, 18./19. Jahrhundert. | D-7-72-148-17 Wikidata | Bildstock                                   |
| Dossenbergerstraße 14 (Standort)                         | Katholische Filialkirche St. Peter und Paul | Saalbau mit pilasterartiger Verstärkung an den Langhausecken, eingezogenem Chor und östlichem Turm mit Zwiebelhaube, barocker Neubau, von Johann Adam Dossenberger und Joseph Dossenberger d. J., 1747; mit Ausstattung. | D-7-72-148-19 Wikidata | Katholische Filialkirche St. Peter und Paul |
| Wohlleibstraße 5 (Standort)                              | Feldkapelle                                 | pilastergegliederter Rechteckbau mit halbrundem Schluss, wohl von Joseph oder Hans Dossenberger, Mitte 18. Jahrhundert; mit Ausstattung.                                                                                 | D-7-72-148-20 Wikidata | Feldkapelle                                 |
| Ried (nördlich des Ortes an der Bundesstraße) (Standort) | Feldkapelle                                 | Rechteckbau mit halbrundem Schluss, Stichbogennische und umlaufendem Profilgesims, wohl 2. Hälfte 19. Jahrhundert. | D-7-72-148-21 Wikidata | Feldkapelle                                 |

## Ehemalige Baudenkmäler
In diesem Abschnitt sind Objekte aufgeführt, die früher einmal in der Denkmalliste eingetragen waren, jetzt aber nicht mehr. Objekte, die in anderem Zusammenhang also z. B. als Teil eines Baudenkmals weiter eingetragen sind, sollen hier nicht aufgeführt werden. Aktennummern in diesem Abschnitt sind ehemalige, jetzt nicht mehr gültige Aktennummern.

| Lage                             | Objekt                             | Beschreibung | Akten-Nr.              | Bild           |
| -------------------------------- | ---------------------------------- | --- | ---------------------- | -------------- |
| Weiherhof Weiherhof 2 (Standort) | Ehemaliger klösterlicher Einzelhof | Gutshof, später Gasthaus, zweigeschossiger Satteldachbau mit Giebelgesimsen, Figurennische und Schweifgiebel mit Voluten, 1728, nach Brand 1976 stark erneuert. | D-7-72-148-15 Wikidata | weitere Bilder |